# Marquetalia (kommun)
Marquetalia är en kommun i Colombia.   Den ligger i departementet Caldas, i den centrala delen av landet, 130 km nordväst om huvudstaden Bogotá. Antalet invånare är 14 798. Arean är 90 kvadratkilometer.
Terrängen i Marquetalia är bergig.